# Ойскирхен (район)
Ойскирхен (нем. Euskirchen) — район в Германии. Центр района — город Ойскирхен. Район входит в землю Северный Рейн-Вестфалия. Подчинён административному округу Кёльн. Занимает площадь 1249 км². Население — 191,6 тыс. человек (2010). Плотность населения — 153 человек/км².
Официальный код района — 05 3 66.
Район подразделяется на 11 общин.

## Города и общины
1. Ойскирхен (55 714)
2. Мехерних (27 203)
3. Цюльпих (20 003)
4. Бад-Мюнстерайфель (18 641)
5. Вайлерсвист (16 297)
6. Шлайден (13 406)
7. Калль (11 833)
8. Бланкенхайм (8340)
9. Хелленталь (8271)
10. Неттерсхайм (7735)
11. Далем (4150)

(30 июня 2010)